# Otto I. (Gurk)
Otto († 30. Juli 1214 in Straßburg) war als Otto I. erwählter Bischof (Elekt) von Gurk.
Otto war ein Neffe des früheren Gurker Bischofs Wernher. Er war Dompropst von Stift St. Florian in Oberösterreich und seit 1212 auch von Salzburg. Nach dem Tod des Gurker Bischofs Walther von Vatz folgte eine einjährige Vakanz. Neue Streitigkeiten zwischen dem Salzburger Erzbischof und dem Gurker Domkapitel verzögerten die Nachbesetzung. Da die endgültige Wahl im Jahr 1214 auf den Salzburger Dompropst Otto fiel, ging der Erzbischof als Sieger eines Streites hervor, der bereits in Rom anhängig war. Bevor Otto die Weihe empfangen konnte, ist er jedoch am 30. Juli desselben Jahres, ungefähr zwei Monate nach seiner Erwählung, verstorben. Der Legende nach wurde er vergiftet. Trotz seiner kurzen Regierungszeit ging Otto als Vollender der Gurker Bischofskapelle und somit des Gurker Doms in die Geschichte der Diözese ein. Er wurde im Gurker Dom neben Bischof Wernher beigesetzt, auf seiner Grabplatte schwebt die Mitra über dem Kelch, da er nur als erwählter, nicht als geweihter Bischof starb. Vom Volk wurde er als Heiliger verehrt. 